# Georgi Dschemalowitsch Melkadse
Georgi Dschemalowitsch Melkadse (russisch Георгий Джемалович Мелкадзе; * 4. April 1997 in Moskau) ist ein russischer Fußballspieler.

## Karriere

### Verein
Melkadse begann seine Karriere bei Spartak Moskau. Zur Saison 2014/15 rückte er in den Kader der drittklassigen Zweitmannschaft von Spartak. Im Mai 2015 debütierte er für die Profis von Spartak in der Premjer-Liga, als er am 28. Spieltag der Saison 2014/15 gegen ZSKA Moskau in der 59. Minute für Kim Källström eingewechselt wurde. Bis Saisonende kam er zu zwei Einsätzen für die Profis und sieben für Spartak-2 in der Perwenstwo PFL. Mit Spartak-2 stieg er zu Saisonende in die Perwenstwo FNL auf. In der Saison 2015/16 absolvierte der Stürmer vier Erstligapartien und 22 Zweitligapartien, in denen er sieben Tore erzielte. In der Saison 2016/17 kam er für die Profis in der Liga nicht zum Einsatz, für Spartak-2 spielte er 26 Mal und machte elf Tore.
Zur Saison 2017/18 wurde er innerhalb der Premjer-Liga an den FK Tosno verliehen. Während der Leihe kam er zu 21 Einsätzen in der höchsten russischen Spielklasse. Mit Tosno stieg er zu Saisonende aus der Premjer-Liga ab. Zur Saison 2018/19 kehrte Melkadse wieder nach Moskau zurück. Für Spartak kam er in jener Saison zu zehn Erstligaeinsätzen, für Spartak-2 spielte er 13 Mal. Im September 2019 wurde er ein zweites Mal verliehen, diesmal an den Ligakonkurrenten FK Tambow. Für Tambow absolvierte er in der Saison 2019/20 18 Partien in der Premjer-Liga und traf dabei sieben Mal.
Im August 2020 wurde er an Achmat Grosny weiterverliehen. Bis zum Ende der Leihe kam er zu 19 Einsätzen in der Premjer-Liga für die Tschetschenen. Zur Saison 2021/22 kehrte Melkadse wieder nach Moskau zurück. Nach seiner Rückkehr absolvierte er aber, auch bedingt durch Verletzungen, bis zur Winterpause nur drei Ligapartien für die Moskauer. Daraufhin verließ er Spartak im Januar 2022 schließlich endgültig und wechselte zum FK Sotschi. Für Sotschi absolvierte er bis Saisonende alle zwölf Partien in der Premjer-Liga. In der Saison 2022/23 machte er 24 Spiele, in denen er fünfmal traf. In der Saison 2023/24 absolvierte er bis zur Winterpause acht Spiele.
Im Januar 2024 wechselte Melkadse nach Georgien zum FC Kolcheti 1913 Poti.

### Nationalmannschaft
Melkadse durchlief ab der U-15 sämtliche russische Jugendnationalteams. Mit der U-19-Auswahl nahm er 2015 an der EM teil. Mit den Russen unterlag er erst im Finale Spanien, während dem Turnier kam er in allen fünf Partien zum Einsatz. Zwischen März 2017 und Oktober 2018 spielte er 16 Mal für die U-21-Mannschaft.